# NGC 2974
NGC 2974 је елиптична галаксија у сазвежђу Секстант која се налази на NGC листи објеката дубоког неба.
Деклинација објекта је - 3° 41' 57" а ректасцензија 9h 42m 33,2s. Привидна величина (магнитуда) објекта NGC 2974 износи 10,9 а фотографска магнитуда 11,9. Налази се на удаљености од 25,448 милиона парсека од Сунца. NGC 2974 је још познат и под ознакама NGC 2652, MCG 0-25-8, CGCG 7-22, IRAS 09400-0328, UGCA 172, PGC 27762.